# Alpiner Skieuropacup 1991/92
Gesamt- und Disziplinenwertungen der Saison 1991/1992 des Alpinen Skieuropacups.

## Europacupwertungen

### Gesamtwertung
| Rang | Name              | Land       | Punkte |
| ---- | ----------------- | ---------- | ------ |
| 1    | Marcel Sulliger   | Schweiz    | 203    |
| 2    | Hans Pieren       | Schweiz    | 180    |
| 3    | Werner Franz      | Österreich | 129    |
| 4    | Richard Pramotton | Italien    | 101    |
| 5    | Attilio Barcella  | Italien    | 100    |
| 6    | Daniel Caduff     | Schweiz    | 098    |
| 7    | Bruno Kernen      | Schweiz    | 093    |
| 8    | Richard Kröll     | Österreich | 091    |
| 9    | Martin Knöri      | Schweiz    | 090    |
| 100  | Helmut Mayer      | Österreich | 087    |

| Rang | Name                 | Land        | Punkte |
| ---- | -------------------- | ----------- | ------ |
| 1    | Lara Magoni          | Italien     | 159    |
| 2    | Morena Gallizio      | Italien     | 144    |
| 3    | Annelise Coberger    | Neuseeland  | 138    |
| 4    | Marcella Biondi      | Italien     | 120    |
| 5    | Urška Hrovat         | Slowenien   | 112    |
| 6    | Christina Meier-Höck | Deutschland | 103    |
| 7    | Corinne Rey-Bellet   | Schweiz     | 090    |
| 8    | Astrid Plank         | Italien     | 088    |
| 9    | Manuela Lieb         | Österreich  | 081    |
| 100  | Martina Ertl         | Deutschland | 079    |

### Abfahrt
| Rang | Name           | Land        | Punkte |
| ---- | -------------- | ----------- | ------ |
| 1    | Werner Franz   | Österreich  | 129    |
| 2    | Daniel Brunner | Schweiz     | 083    |
| 3    | Franco Cavegn  | Schweiz     | 073    |
| 4    | Thomas Hangl   | Österreich  | 061    |
| 5    | Peter Eigler   | Deutschland | 053    |

| Rang | Name                 | Land        | Punkte |
| ---- | -------------------- | ----------- | ------ |
| 1    | Swetlana Gladyschewa | Russland    | 50     |
| 2    | Heidi Zeller-Bähler  | Schweiz     | 32     |
| 3    | Swetlana Novikowa    | Russland    | 30     |
| 4    | Rosi Renoth          | Deutschland | 22     |
| 5    | Tatjana Lebedewa     | Russland    | 21     |

### Super-G
| Rang | Name            | Land       | Punkte |
| ---- | --------------- | ---------- | ------ |
| 1    | Marcel Sulliger | Schweiz    | 112    |
| 2    | Daniel Caduff   | Schweiz    | 064    |
| 3    | Dietmar Thöni   | Österreich | 062    |
| 4    | Bruno Kernen    | Schweiz    | 056    |
| 5    | Richard Kröll   | Österreich | 054    |

| Rang | Name                  | Land        | Punkte |
| ---- | --------------------- | ----------- | ------ |
| 1    | Alexandra Meissnitzer | Österreich  | 39     |
| 2    | Anne Berge            | Norwegen    | 29     |
| 2    | Martina Ertl          | Deutschland | 29     |
| 4    | Alice Biondani        | Italien     | 27     |
| 5    | Christina Meier-Höck  | Deutschland | 26     |

### Riesenslalom
| Rang | Name                 | Land       | Punkte |
| ---- | -------------------- | ---------- | ------ |
| 1    | Hans Pieren          | Schweiz    | 180    |
| 2    | Matteo Belfrond      | Italien    | 062    |
| 2    | Alberto Senigagliesi | Italien    | 062    |
| 4    | Martin Knöri         | Schweiz    | 060    |
| 4    | Helmut Mayer         | Österreich | 060    |

| Rang | Name                 | Land        | Punkte |
| ---- | -------------------- | ----------- | ------ |
| 1    | Marcella Biondi      | Italien     | 93     |
| 2    | Astrid Plank         | Italien     | 82     |
| 3    | Christina Meier-Höck | Deutschland | 77     |
| 4    | Corinne Rey-Bellet   | Schweiz     | 70     |
| 5    | Morena Gallizio      | Italien     | 58     |

### Slalom
| Rang | Name                 | Land       | Punkte |
| ---- | -------------------- | ---------- | ------ |
| 1    | Thomas Fogdö         | Schweden   | 75     |
| 2    | Heinz Peter Platter  | Italien    | 72     |
| 3    | Thomas Sykora        | Österreich | 71     |
| 4    | Siegfried Voglreiter | Österreich | 67     |
| 5    | Kiminobu Kimura      | Japan      | 60     |

| Rang | Name              | Land       | Punkte |
| ---- | ----------------- | ---------- | ------ |
| 1    | Annelise Coberger | Neuseeland | 138    |
| 2    | Urška Hrovat      | Slowenien  | 111    |
| 3    | Lara Magoni       | Italien    | 108    |
| 4    | Annick Bonzon     | Schweiz    | 074    |
| 5    | Morena Gallizio   | Italien    | 070    |